# Gazaoua (département)
Gazaoua est un département du Niger situé dans la région de Maradi.

## Géographie

### Situation
Le département est limité au sud par la République fédérale du Nigéria sur 70 km de frontière.
| Aguié | Tessaoua        | Tessaoua |
| Aguié | Gazaoua         | Tessaoua |
|       | État de Katsina |          |

### Administration
Gazaoua est un département de 903 km2 de la région de Maradi dont le chef-lieu est la ville homonyme de Gazaoua.
Son territoire se décompose en deux communes, :
- Gazaoua (65 villages administratifs)
- Gangara (32 villages et tribus)

Le département compte en outre un canton, 2 groupements et 127 villages.
- un canton : Gazaoua-Gangara
- deux groupements peulhs : Hawandawaki et Baoudéta

## Histoire
Le département est créé en 2011 par démembrement du département d'Aguié.

## Population
La population est estimée à 205 709 habitants en 2019, composée essentiellement de Haoussas et des Peulhs.

## Économie
Les populations de Gazaoua sont constituées essentiellement d'agriculteurs, surtout avec les vallées (Golom, Maifarou, El Fadama). Elles pratiquent aussi l'élevage et le petit commerce.